# Maass vågform
Inom matematiken är en Maass vågform en funktion i övre halvplanet som transformerar som en modulär form men inte behöver vara analytisk. De studerades först av Hans Maass 1949.

## Definition
En Maass vågform är en kontinuerlig komplexvärd funktion f av τ = x + iy i övre halvplanet som satisfierar följande villkor:
- f är invariant under verkan av gruppen SL2(Z) i övre halvplanet
- f är en egenvektor av Laplaceoperatorn {\displaystyle -y^{2}\left({\frac {\partial ^{2}}{\partial x^{2}}}+{\frac {\partial ^{2}}{\partial y^{2}}}\right).}
- f växer högst som ett polynom vid spetsarna av SL2(Z).